# Ron Holloway (Filmwissenschaftler)
Ronald Holloway (* 26. November 1933 in Peoria, Illinois; † 16. Dezember 2009 in Berlin) war ein US-amerikanischer Filmjournalist und Filmhistoriker. Er trat vor allem als Förderer des osteuropäischen und deutschen Films in Erscheinung.

## Leben
Ron Holloway wuchs in Illinois auf. Er studierte Katholische Theologie an der University of Saint Mary of the Lake (Mundelein Seminary), wo er auch den Grad Master of Arts erwarb. 1959 wurde er zum Priester geweiht und betreute eine Kirchengemeinde in Elmwood Park. 1962 wurde Holloway Mitbegründer des Chicago Center for Film Study. Er begann, Filmkritiken für katholische Zeitschriften zu schreiben und freundete sich mit Autoren wie Pauline Kael an. Holloway entschied sich schließlich, ein Studium der Filmwissenschaft aufzunehmen. Er erhielt ein Rockefeller Fellowship und ging nach Paris, wo er neben seinem Studium mehrere Filmprogramme an der Cinémathèque française betreute. Holloway wechselte nach Hamburg und schloss dort 1972 seine Dissertation über die religiöse Dimension in den Filmen von Carl Theodor Dreyer, Ingmar Bergman und Robert Bresson ab, mit der er 1973 an der Evangelisch-Theologischen Fakultät der Universität Hamburg zum Dr. theol. promoviert wurde. In Hamburg lernte Holloway die Schauspielerin Dorothea Moritz kennen, die er später heiratete und mit der er zusammen zahlreiche Publikationen erstellte.

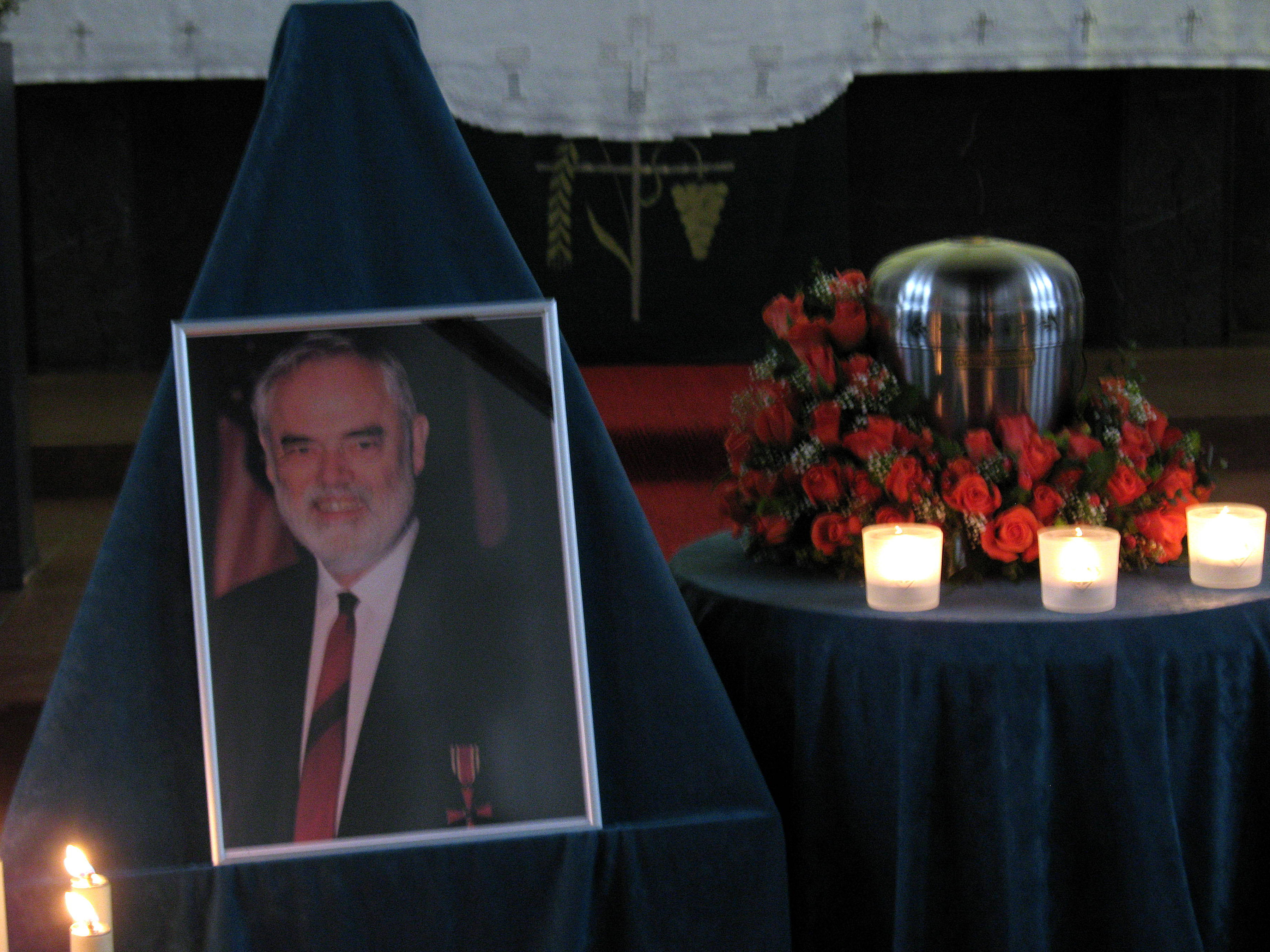
Trauerfeier von Ron Holloway in der Johanniskirche 17. Januar 2010

1976 wurde Ron Holloway als Korrespondent des Branchenblattes Variety für Deutschland und Osteuropa eingestellt. Holloway zog nach Berlin, wo er von Wolf Donner, dem Leiter der Berlinale, zur Mitarbeit im Auswahlgremium der Filmfestspiele eingeladen wurde. Es begann eine jahrzehntelange Zusammenarbeit mit dem Organisationskomitee der Berlinale, in der sich Holloway für die Einrichtung verschiedener Wettbewerbssektionen eingesetzt hatte.

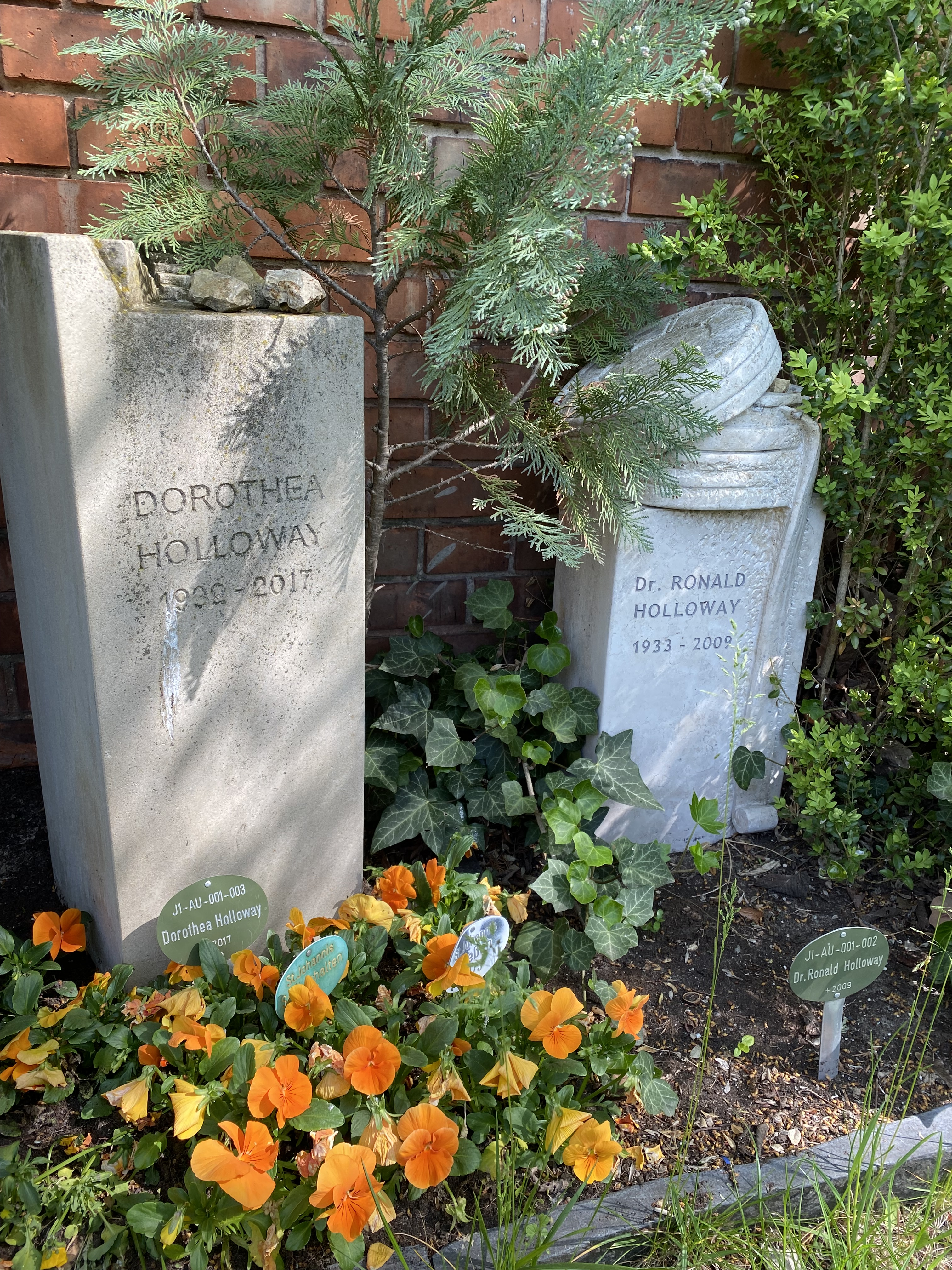
Grabstätte auf dem St. Johannis-Friedhof

1979 gründete Holloway zusammen mit seiner Ehefrau Dorothea Moritz die englischsprachige Zeitschrift KINO – German Film & International Reports, die sich für die Förderung des Neuen Deutschen Films einsetzt und von Dorothea Holloway bis 2015 weiter herausgegeben wurde. Bereits seit Mitte der 1970er Jahre hatte Holloway Retrospektiven deutscher Filme in den Vereinigten Staaten organisiert. Er prägte hierbei den englischen Ausdruck New German Cinema.
Neben seinen Arbeiten über den deutschen Film zeichnete sich Holloway als Förderer des osteuropäischen Kinos aus. Er erstellte The Holloway Files, eine Datenbank über Filmregisseure der ehemaligen Sowjetrepubliken. Darüber hinaus produzierte Holloway 1994 den Dokumentarfilm Paradjanov: A Requiem über den armenischen Regisseur Sergei Paradschanow sowie eine Fernsehdokumentation über Elem Klimow.
Ron Holloways Artikel erschienen in Zeitschriften wie Variety, The Hollywood Reporter, Moving Pictures, Financial Times oder International Herald Tribune. Er berichtete regelmäßig von den europäischen Filmfestivals und veröffentlichte insgesamt sechs Bücher.
Für seine publizistischen Leistungen erhielt Holloway zahlreiche Auszeichnungen, unter anderem die Berlinale Kamera, den Freedom Award der American Cinema Foundation sowie Auszeichnungen der Filmakademien von Polen und Russland. Eine Woche vor seinem Tod wurde Ron Holloway mit dem Ehrenpreis des Verbandes der deutschen Filmkritik ausgezeichnet. Am 8. Februar 1999 wurde Ron Holloway das Bundesverdienstkreuz am Bande verliehen.
Ron Holloway ruht auf dem Friedhof der Evangelischen Kirchengemeinde St. Johannis in Berlin-Tiergarten.

## Veröffentlichungen
- The Religious Dimension in the Cinema. With Particular Reference to the Films of Carl Theodor Dreyer, Ingmar Bergman and Robert Bresson, Hamburg 1972 (Dissertation, Universität Hamburg 1973)
- Z Is for Zagreb, Tantivy Press, London 1972 (ISBN 0-900730-52-8)
- O Is for Oberhausen: Weg zum Nachbarn, Laufen, Oberhausen 1979 (ISBN 3-87468-009-6)
- The Bulgarian Cinema, Fairleigh Dickinson University Press, Rutherford, N.J. 1986 (ISBN 0-8386-3183-5)